# Vassili Vanine
Vassili Vassilievitch Vanine (en russe : Василий Васильевич Ванин), né le 13 janvier 1898 à Tambov dans l'Empire russe et mort le 12 mai 1951 à Moscou (Union soviétique), est un acteur de théâtre et de cinéma, et metteur en scène soviétique.

## Filmographie partielle
- 1931 : Tommy (Томми) de Yakov Protazanov
- 1937 : Le Retour de Maxime (Возвращение Максима) de Grigori Kozintsev et Leonid Trauberg
- 1937 : Lénine en octobre (Ленин в Октябре) de Mikhaïl Romm
- 1939 : Lénine en 1918 (Ленин в 1918 году) de Mikhaïl Romm
- 1941 : Valeri Tchkalov (Валерий Чкалов) de Mikhaïl Kalatozov
- 1942 : Kotovski (Котовский) de Alexandre Feinzimmer : Kharitonov
- 1943 : Front (Фронт) de Frères Vassiliev
- 1947 : Le train va vers l'est (Поезд идёт на восток) de Youli Raizman

## Distinctions
- Artiste émérite de la RSFSR (1922)
- Artiste du peuple de la RSFSR (1947)
- Artiste du peuple de l'URSS (1949)
- Prix Staline de 2e classe (1943), pour le rôle de Stephan Kotchet dans le film Secrétaire du comité régional (Секретарь райкома)
- Prix Staline de 2e classe (1946), pour le rôle de Nicolaï Fayounine dans le film L'Invasion (Нашествие)
- Prix Staline de 2e classe (1945), pour le spectacle Le Ressentiment (Обида), Théâtre Mossovet